# Fiano (Rebsorte)

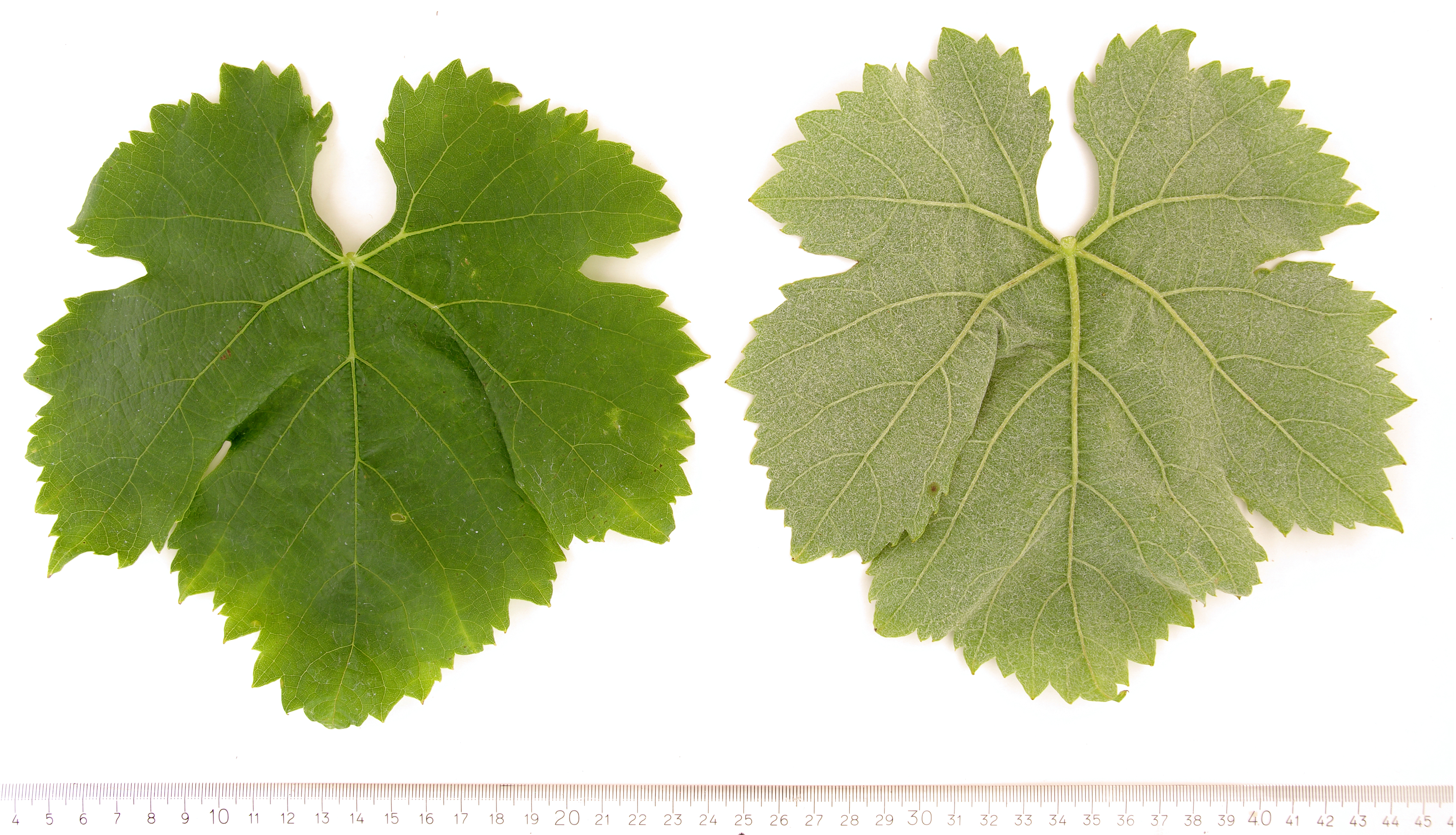
Fiano

Fiano ist eine sehr alte autochthone Weißweinsorte Süditaliens. Sie ist vor allem in der italienischen Region Kampanien verbreitet. Fiano wurde schon von den Römern kultiviert, die sie wegen ihrer großen Anziehungskraft auf Bienen (lat. apis, italienisch ape) auch Vitis apiana nannten. Die bestockte Rebfläche betrug 2016 weltweit 2187 ha, darunter in Italien 2087 und in Argentinien 95 ha.
Sie erbringt aromatische, würzige Weißweine mit einem würzigen Honig- und Nuss-Bouquet, die lange lagerfähig sind. Aus der Rebsorte Fiano werden die DOC-Weine Cilento und Sannio sowie der DOCG-Wein Fiano di Avellino hergestellt.
Insbesondere das Weingut Mastroberardino macht sich um den Erhalt dieser Sorte sehr verdient.  Auf Sizilien produziert das Weingut Planeta  mit dem Cometa einen Wein aus 100 % Fiano.
Siehe auch den Artikel Weinbau in Italien sowie die Liste von Rebsorten.
Fiano Minutolo, Fiano Aromatico und Fianello, auch unter den Synonymen Minutola und Greco Aromatico bekannt, sind nicht mit dem Fiano identisch. Es handelt sich hierbei um eine stark aromatische Sorte, die hauptsächlich in Apulien angebaut wird.

## Ampelographische Sortenmerkmale
In der Ampelographie wird der Habitus folgendermaßen beschrieben:
- Die Triebspitze ist offen. Sie ist weißwollig behaart. Die Jungblätter sind leicht wollig behaart und von blassgrüner Farbe.
- Die mittelgroßen Blätter sind drei- bis fünflappig und mitteltief gebuchtet. Die Stielbucht ist lyrenförmig offen. Das Blatt ist stumpf gezahnt. Die Zähne sind im Vergleich zu anderen Sorten tief geschnitten. Die Blattoberfläche (auch Blattspreite genannt) ist leicht blasig strukturiert.
- Die pyramidalförmige Traube ist klein bis mittelgroß und dichtbeerig. Die ovalen Beeren sind klein bis mittelgroß und von goldgelber Farbe.

Die wuchskräftige Rebsorte reift ca. 30 Tage nach dem Gutedel und gilt somit als spät reifend. Die Erträge sind meist hoch, so dass durch eine gezielte Reberziehung eine Ertragsminderung durchgeführt werden muss, um gute Weinqualitäten zu erzielen. Sie ist anfällig gegen den Echten und Falschen Mehltau sowie gegen Verrieseln.

## Synonyme
Weitere Namen für die Rebsorte sind: Apiana, Apiano, Fiana, Fiano di Avellino, Fiore Mendillo, Foiano, Latina Bianca, Latina Bianca di Barletta, Latino, Latino Bianco, Minutola, Minutolo, Santa Sofia.